# Palmulacypraea
Genre
Palmulacypraea est un genre de mollusques gastéropodes de la famille des Cypraeidae (les « porcelaines »). L'espèce type est Palmulacypraea katsuae.

## Liste d'espèces
Selon World Register of Marine Species (19 mars 2021) :
- Palmulacypraea boucheti (Lorenz, 2002)
- Palmulacypraea katsuae (Kuroda, 1960) - espèce type
- Palmulacypraea musumea (Kuroda & Habe, 1961)
- Palmulacypraea omii (Ikeda, 1998)

## Publication originale
- (en) Christopher P. Meyer, « Molecular systematics of cowries (Gastropoda: Cypraeidae) and diversification patterns in the tropics », Biological Journal of the Linnean Society, Linnean Society of London et OUP, vol. 79, no 3,‎ 1er juillet 2003, p. 401-459 (ISSN 0024-4066 et 1095-8312, DOI 10.1046/J.1095-8312.2003.00197.X, lire en ligne).